# Seelig Peak
Der Seelig Peak ist ein 1346 m hoher und unvereister Berg nahe der Shackleton-Küste der antarktischen Ross Dependency. Er ist die höchste Erhebung der Campbell Hills an der Südflanke des Nimrod-Gletschers. Er ragt 4 km nordwestlich des Mount Christchurch auf.
Das New Zealand Geographic Board benannte ihn 2005 nach Walter R. Seelig (1919–2005), Repräsentant der National Science Foundation in Christchurch während elf Kampagnen des United States Antarctic Research Program von 1971 bis 1986.